# 洪翼聖
洪翼聖，字季鄰，號南池，直隶徽州府歙县人。明朝政治人物。

## 生平
萬曆二十五年（1597年）丁酉科鄉試舉人，萬曆二十六年（1598年）戊戌科進士，通政司觀政，授福寧州知州，三十四年升户部福建司员外郎，三十五年出守南阳府。谢宾客，杜交际，赎锾俱属邑，积谷不入府藏，惟文移申报而已。举卓异第一，三十八年督学陝西，拔多名士。再举卓异，四十年（1612年）七月转河南汝宁右参政、信陽兵备，四十六年十一月升本省按察使。
泰昌元年（1620年）升山西右布政使，其清操峻节，一如治郡时。再举卓异，天啓二年（1622年）五月入为光禄寺卿，崇祀名宦、乡贤祠，著有《尚书约解》，秘旨采入御纂。

## 家族
祖洪烈，以子洪养蒙，封中書舍人，以孫翼圣赠右布政使。父洪啓蒙，赠右布政使。
弟洪辅圣、洪佐圣，并治尚书登第，称名宦。